# Jeugny
 Jeugny  es una población y comuna francesa, en la región de Champaña-Ardenas, departamento de Aube, en el distrito de Troyes y cantón de Bouilly.

## Demografía
| 315 | 324 | 261 | 325 | 368 | 387 |
| Para los censos de 1962 a 1999 la población legal corresponde a la población sin duplicidades (Fuente: INSEE [Consultar]) |     |     |     |     |     |